# Antonio Permunian
Antonio Permunian (Bellinzona, 15 de agosto de 1930 – 5 de março de 2020) foi um futebolista suíço que atuava como goleiro.

## Carreira
Permunian jogou nas categorias de base do Bellinzona e começou a carreira profissional no clube em 1948. Nesse ano conquistou o Campeonato Suíço de Futebol. Em 1960 transferiu-se para Luzern onde permaneceu por seis anos. Retornou ao Luzern e atuou na equipe até o fim de sua carreira.
Fez parte do elenco da Seleção Suíça na Copa do Mundo de 1962.

## Morte
Permunian morreu no dia 5 de março de 2020, aos 89 anos.